# Wanganella
Wanganella is een plaats in de Australische deelstaat New South Wales en telt 5 (binnen een straal van 7 km) inwoners (2006).